# Mercedes Cup 1999
Il Mercedes Cup 1999 è stato un torneo di tennis giocato sulla terra rossa. È stata la 22ª edizione del Mercedes Cup, che fa parte della categoria International Series Gold nell'ambito dell'ATP Tour 1999. Si è giocato a Stoccarda in Germania, dal 19 al 25 luglio 1999.

## Campioni

### Singolare
Magnus Norman ha battuto in finale  Tommy Haas con il punteggio di 6(6)–7, 4–6, 7–6(7), 6–0, 6–3

### Doppio
Jaime Oncins /  Daniel Orsanic hanno battuto in finale  Aleksandar Kitinov /  Jack Waite con il punteggio di 6–2, 6–1